# Bissell Pro Cycling
Bissell Pro Cycling of kortweg Bissell was een Amerikaanse wielerploeg die deelnam aan de UCI America Tour.
De ploeg werd in 2005 opgericht en kwam uit in de continentale klasse. De hoofdsponsor was Bissell, een Amerikaanse stofzuigerfabrikant.